# Доместикација
Доместикација (лат. domesticatio; или доместификација), или припитомљавање, је израз који се користи за процес којим се различити биолошки организми прилагођавају за преживљавање у друштву или кроз рад људских бића. Доместиковане или припитомљене животиње, биљке или други организми су они чије је понашање, животни циклус или физиологија измењена кроз узгој и живот под људском контролом кроз мноштво генерација.
Људи су те популације ставили под своју бригу из низа разлога: за помоћ у раду, као извор хране или вредних сировина (нпр. вуна, памук и свила) или да им буду кућни љубимци, односно украсно биље.
Биљке узгојене из естетских разлога се називају кућним или украсним биљкама, док се оне узгојене ради хране и сировина називају пољопривредним културама.
Чарлс Дарвин је уочио мали број особина које су чиниле домаће врсте другачијим од њихових дивљих предака. Он је такође био први који је препознао разлику између свесног селективног узгоја у којем људи директно бирају пожељне особине, и несвесног одабирања где се особине развијају као нуспроизвод природне селекције или селекције на бази других особина. Постоји генетска разлика између домаћих и дивљих популација. Такође постоје разлике између доместикованих врста за које истраживачи сматрају да су биле есенцијалне у раним фазама доместикације и побољшања својстава која су се појавила од времена сепарације дивљих и домаћих популација. Доместикациона својства су углавном су фиксирана у оквиру свих домаћих врста, и одабрана су током иницијалне епизоде доместикације животиња или биљки, док су особине побољшања присутне само у делу домаћих врста, мада оне могу да буду фиксиране у појединачним расама или регионалним популацијама.
Пас је био први припитомљени кичмењак, и био је устаљен широм Евроазије пре краја горње плеистоценске ера, дуго пре развоја пољопривреде и пре доместикације других животиња. Археолошки и генетички подаци сугеришу да је дуготрајни обострани проток гена између дивљих и припитомљених сојева – укључујући магарце, коње, деве Новог и Старог света, козе, овце, и свиње – био уобичајен. Имајући у виду њен значај за људе и њену вредност као модел еволуционих и демографских промена, тема доместикације је привукла научнике из поља као што су: археологија, палеонтологија, антропологија, ботаника, зоологија, генетика, и енвиронменталистика. Међу птицама, најзначајнија доместикована врста данас је кокошка, која је важна ради меса и јаја, мада економски важна живину обухвата ћурке, морке и бројне друге врте. Птице се често држе као кавезне птице, од птица певачица до папагаја. Најдуже доместиковани бескичмењаци су медоносне пчеле и свилена бубе. Копнени пужеви се узгајају за храну, док се врсте из неколико раздела користе у истраживањима, а други се узгајају ради биолошке контроле.
Доместикација биљки је почела пре више од 12.000 година са житарицама на Средњем истоку, и обичном тиквицом у Азији. Пољопривреда се развила у најмање 11 различитих центара широм света, при чему су доместиковани различити усеви и животиње.

## Термини
Доместикација (од латинског лат. domesticus) са значењем припада кући.
Биљке које су доместиковане првенствено ради естетског задовољства у кући и око ње обично се називају „кућним биљкама“ или „украсним биљкама“, док се оне које су доместиковане ради производње великих количина хране обично називају „усевима“. Може се направити разлика између оних домаћих биљки које су намерно измењене или одабране због посебно пожељних карактеристика, званих култигени и оних биљки од којих људи имају користи, али се у суштини не разликују од дивљих популација врсте. Животиње које су припитомљене за кућно дружење обично се називају кућним љубимцима, а оне које су припитомљене ради хране или рада се називају стока  или пољопривредне животиње.
Доместикација се може дефинисати као „одржива вишегенерацијска, узајамна веза, у којој један организам преузима значајан степен утицаја над репродукцијом и бригом о другом организму, како би се обезбедио поузданије снабдевање ресурсом од интереса, и путем које партнерски организам добија предност над индивидуама које остају изван овог односа, стога пружајући корист и често повећавајући одрживост доместикујућег и доместикованог организма“. Ова дефиниција препознаје биолошке и културне компоненте доместикационог процеса и његовог импакта на људе и доместиковане животиње и биљке. Све раније дефиниције доместикације су укључивале однос људи са животињама и биљкама, али су се разликовале у томе ко се сматрао водећим партнером у односу. Ова нова дефиниција препознаје узајамни однос у коме оба партнера имају користи. Доместикација је знатно повећала репродуктивну продукцију усева, стоке, и кућни љубимаца, у мери која далеко превазилази њихове дивље претходнике. Доместикација је пружила људима ресурсе које они могу на предвидљивији и безбеднији начин да контролишу, премештају и расподељују, што је била предност која ја деловала као покретачка сила иза популационе експлозије ратара и сточара и њиховог ширења у све делове планете.
Биолошки мутуализам није ограничен на људским деловањем доместиковане усеве и стоку, него исто тако обухвата и доместикацију коју су спровеле друге врсте. Ово је посебно уочљиво међу бројним друштвеним инсектима који су доместиковали биљке и животиње, на пример мутуализам мрава и гљивица који се јавља између мрава који одсецају лишће и појединих гљивица.
Синдром доместикације је скуп фенотипских особина које настају током доместикације по којима се разликују усеви од њихових дивљих предака. Овај термин се исто тако примењује на кичмењаке, и обухвата повећану послушност и питомост, промене боје крзна, редукцију величине зуба, промене у краниофацијалној морфологији, промене ушију и облика репа (нпр., висеће уши), чешће и несезонске полне циклусе, промене у нивоима адренокортикотропних хормона, промене концентрација неколико неуротрансмитера, пролонгације доба малолетног опхођења, редукције укупне величине мозга, као и величине специфичних можданих региона.

## Утицај на људе
Доместикација животиња и биљки је почела са вуком (Canis lupus) пре најмање 15.000 година, што је затим довело до брзих еволуционих, еколошких, и демографских промена код људи и бројних врста животиња и биљки. Наглој појави доместикованог пса (Canis lupus familiaris) у археолошким записима је следила доместикација стоке и усева, и транзиција људи из сакупљача у земљораднике на различитим локацијама и у различитим временима широм планете.
Пре око 10.000 година дошло је до људског прелаза на нови начин живота који је био узрокован управљањем и искориштавањем биљних и животињских врста. Ово је довело до повећања густине популације у центрима доместикације, експанзије пољопривредних економија, и развоја урбаних друштава.

## Животиње

### Теорија
Доместикација животиња је узајамни однос између животиња и људи који воде бригу о њима, али и контролишу њихову репродукцију. Чарлс Дарвин је препознао известан број својстава која су учинила припитомљене врсте различитим од њихових дивљих предака. Он је исто тако био први да препозна разлике између свесног селективног узгоја у коме људи директно одабирају жељена својства, и спонтане селекције где својства еволуирају као нуспроизвод природне селекције или из селекције других својстава. Постоји генетска разлика између домаћих и дивљих популација. Таква разлика такође постоји између особина припитомљених сојева за коју истраживачи сматрају да је била есенцијална у раним фазама доместикације, као и у побољшању особина које су се појавиле од раздвајања дивљих и домаћих популација. Доместикациона својства су генерално фиксирана код целе доместиковане популације, и била су изабрана током иницијалне епизоде доместикације животиња и биљки, док су побољшана својства присутна само у доместикованој популацији, мада она могу да буду фиксирана код појединачних раса или локалних популација.
Доместикација се разликује од укроћивања. Укроћивање је условна модификација опхођења дивље животиње при чему је њено природно избегавање људи умањено, и кад она прихвата присуство људи. Доместикација је перманентна генетичка модификација гајене сорте која доводи до наследне предиспозиције ка људима. Поједине животињске врсте, и поједине индивидуе унутар тих врста, су бољи кандидати за доместикацију од других јер испољавају извесна својства у понашању: (1) величину и организацију њихове друштвене структуре; (2) доступност и степен селективности њиховог избора полног партнера; (3) лакоћу и брзину с којом се родитељи везују са њиховом младима, и зрелост и мобилност младих након рођења; (4) степен флексибилности у толеранцији исхране и станишта; и (5) респонсе на људе у новим окружењима, укључујући респонс бежањем и реактивност на спољашње стимулусе.‍:Fig 1

### Сисари
Почетак доместикације животиња обухвата дуготрајни коеволуцијски процес са вишеструким ступњевима дуж различитих стаза.

Сматра се да су постојала три главна пута животињске доместикације: (1) коменсали, прилагођени људској ниши (нпр., пси, мачке, птице, донекле свиње); (2) животињски плен који се користи за храну (нпр., овце, козе, говеда, водени биво, јак, свиња, ирвас, лама и алпака); и (3) циљне животиње за транспорт и непрехрамбени ресурси (нпр., коњ, магарац, камила). Пас је први био доместикован, и био је присутан широм Евроазије пре краја касне плеистоценске ере, далеко пре култивације усева и пре доместикације других животиња. Људи нису намеравали да доместикују животиње из било коменсалних или пленских група, или бар они нису предвидели да ће доћи до доместикације тих животиња. У оба случаја, дошло је до доместикације у контексту опстанка и репродукције. Док је процес и случају радних животиња текао у смеру од хватања до укроћавања, друга два пута нису у знатној мери била циљно усмерена и археолошки записи сугеришу да су се одвијали током знатно дужих временских периода.
За разлику од доместикованих врста које су примарно изабране ради њихових производних својстава, пси су иницијално изабрани због њиховог понашања. Археолошки и генетички подаци сугеришу постојање дугорочног двосмерног протока гена између дивљих и доместикованих популација. Тај тренд је приметан код магараца, коња, дева, коза, оваца и свиња. Једна студија је извела закључак да је људска селекција особина код доместикованих врста вероватно била у супротности са хомогенизујућим дејством протока гене са дивљих свиња на домаће, и да су креирана доместикациона острва у геному. Овај исти процес је вероватно био присутан код других доместикованих животиња.

### Птице
Доместикација птица се превасходно односи на живину, која се гаји ради меса и јаја: неке кокоши (кокошке, ћурке, морке) и пловуше (водене птице: патке, гуске, лабудови). Исто тако су широко доместиковане украсне птице као што су птице певачице и папагаји; оне се држе као кућни љубимци, а користе се и у истраживањима. Домаћи голуб је познат као гласник. Истраживања сугеришу да је био доместикован пре више од 10.000 година. Кокошке су доместиковане пре више од 7.000 година. Фосили су нађени у Кини из периода око 5.400. п. н. е. Дивљи предак кокошке је Gallus gallus, црвена кокош из џунгле у југоисточној Азији, док друге врсте вероватно потичу од сиве кокошке из џунгли у Индији. Сматра се да су иницијално узгајане ради борбе петлова, пре него као извор хране.

### Бескичмењаци
Два врсте инсекта су доместиковане: свилена буба и западна медоносна пчела. Ове су кориштене, често комерцијално, током више од 5.000 година, свилена буба као извори нити свиле омотаних око чаура њених лутки, а пчеле због меда, а однедавно исто тако због полинације усева.
Неколико других бескичмењака је доместиковано, копнених и акватичних, укључујући неке врсте Drosophila melanogaster воћних мушица и слатководне жарњачке хидре који се користе у научним истраживањима у пољу генетике и физиологије. Неколико њих има дугу историју доместикације. Већина њих се користи као извор хране или за друге продукте као што су шелак и кошенил. Раздели који се користе су Cnidaria, Platyhelminthes (за биолошку контролу), Annelida, Mollusca, Arthropoda (морски ракови као и инсекти и пауци), и Echinodermata. Док се многи морски мекушци користе као храна, само неколико њих је доместиковано, укључујући лигњу, сипе и хоботнице, сви од којих се користе у истраживањима понашања и неурологије. Копнени пужеви врста Helix и Murex се узгајају за храну. Неколико паразитских или паразитоидних инсеката укључујући муву Eucelatoria, бубу Chrysolina, и осу Aphytis се гаје ради биолошке контроле. Свесна или несвесна вештачка селекција има мноштво утицаја на врсте које се доместикују; варијабилност се лаком може изгубити парењем животиња у сродству, селекцијом непожељних особина, или генетичким дрифтом. Код врсте Drosophila долази до повећања варијабилности током периода еллозије (појаве одраслих индивидуа).